# Mammen Mejeri
Mammen Mejeri A/S er en mejerivirksomhed ejet af Lars Staunsbæk og Peter Staunsbæk (søn af Lars red.). Virksomheden består af fire mejerier; Mammen Mejeri, Drøsbro Mejeri, Onsild Mejeri og Klovborg Mejeri.
- Mammen Mejeri ligger i landsbyen Mammen 7 km uden for den midtjyske by Bjerringbro, der ligger omkring 22 km SØ for Viborg. Det producerer gule oste af typerne Danbo, Havarti og Samsø til ind- og udland.
- Drøsbro Mejeri ligger lidt udenfor byen Thorsø 10 km vest for byen Hammel. Her produceres hovedsageligt blåskimmelost som  Danablu; og traditionel hvid ost i saltlage (forhenværende Feta) og hvid ost med vegetabilsk fedt i saltlage til eksport.

Virksomheden har omkring 260 ansatte og indvejer omkring 210 mio. kg mælk årligt (2023).